# Mario Duella
Mario Duella ist ein italienischer Organist.
Duella begann seine musikalische Ausbildung bei Giuseppe Rosetta, Artiro Sacchetti und Alberto Soreina. Er erwarb Diplome für Chormusik und Chorleitung am Mailänder Konservatorium und studierte Orgelmusik und -komposition bei Gianluigi Centemeri und Eva Frick Galliera. Zudem besuchte er Kurse für italienische, französische und spanische Orgelmusik (bei Luigi Ferdinando Tagliavini, Michel Chapius bzw. Montserrat Torrent i Serra) und die Orgelmusik Johann Sebastian Bachs (bei Anton Heiller und Viktor Lukas).
Als Konzertorganist trat Duella in ganz Europa, Japan, Australien, Neuseeland, Hongkong, Süd- und Mittelamerika, den USA, Mexiko und Kanada auf. Er spielte im Rundfunk und Fernsehen und nahm zahlreiche Konzerte auf LP und CD auf. Neben Werken bekannter Komponisten führt er auch Kompositionen auf, die er bei Recherchen in Archiven und Bibliotheken entdeckt hat. In der Edition Paideia-Bärenreiter gab er eine Reihe bis dahin unveröffentlichter Kompositionen aus dem 18. Jahrhundert heraus.